# Скуби-Ду
„Скуби-Ду“ (на английски: Scooby-Doo) е дълго вървяща американска поредица, продуцирана от 1969 г. Създаденa е по идея на Уилям Хана и Джоузеф Барбера. Оригиналният сериал, „Скуби-Ду, къде си?“, е измислен за Хана-Барбера от сценаристите Джо Ръби и Кен Спиърс и дизайнерът на персонажи Иуао Такамото.
Хана-Барбера продуцира редица вторични сериали и продукции докато през 1997 г. не се слива с Warner Bros., които оттогава поемат продукцията. Въпреки че форматът и съставът на шоуто се променя значително през годините, най-познатите версии представят говорещо куче на име Скуби-Ду и четирима тийнейджъри в следпубертетна възраст: Фред „Фреди“ Джоунс, Дафни Блейк, Велма Динкли, и Норвил „Шаги“ Роджърс.

## Главни герои
- Скубърт „Скуби“ Ду – говори повреден английски като поставя пред повечето думи буквата „Р“. Той обича да яде и е най-добър приятел на Шаги. Озвучава се от Дон Месик (1969 – 1997), Скот Инес (1997 – 2002) и Франк Уелкър (2002 – ).
- Норвил „Шаги“ Роджърс – кльощав тийнейджър и е винаги около Скуби. Двамата със Скуби са доста страхливи. Обикновено играят ролята на примамка при залавяне на злодеи. Озвучава се от Кейси Кейсъм (1969 – 1997; 2002 - 2009), Били Уест (1998), Скот Инес (1999 – 2002) и Матю Лилард (2009 – ).
- Фредерик „Фред“ Джоунс – лидерът на групата. Известен е с това, че изобретява капани за злодеите. В крайна сметка той се оказва хванат в тях. Озвучава се от Франк Уелкър (1969 – ).
- Дафни Блейк – винаги трябва да изглежда добре. Озвучава се от Стефаниана Кристофърсън (1969 – 1970), Хедър Норт (1970 – 1998), Мери Кей Бъргман (1998 – 1999) и Грей Делайл (2001 – ).
- Велма Динкли – най-младата от всички. Тя е мозъкът на групата и знае как да реши всяка поставена загадка. Озвучава се от Никол Джафи (1969 – 1976), Пат Стивънс (1976 – 1980), Марла Фръмпкин (1980 – 1982), Би Джей Уорд (1997 – 2002), Минди Кон (2002 – 2014) и Кейт Микучи (2014 – ).